# Porte-du-Quercy
Porte-du-Quercy é uma comuna francesa na região administrativa da Occitânia, no departamento de Lot. Estende-se por uma área de 49.02 km², e possui 577 habitantes, segundo o censo de 2018, com uma densidade de 12 hab/km².
Foi criada, em 1 de janeiro de 2019, a partir da fusão das antigas comunas de Le Boulvé, Fargues, Saint-Matré e Saux.